# Paradela
Paradela es un municipio español situado al suroeste de la provincia de Lugo en Galicia. Pertenece a la Comarca de Sarria. 

## Etimología
Etimológicamente es diminutivo del latín parata: alto en el camino, albergue, posada (es un diminutivo de parada).

## Geografía
|                              | Norte: Páramo         |                      |
| Oeste: Taboada y Puertomarín |                       | Este: Sarria e Incio |
|                              | Sur: Bóveda y Saviñao |                      |

## Geografía humana

### Organización territorial
El municipio está formado por ciento cincuenta y siete entidades de población distribuidas en dieciocho parroquias:
- Aldosende (Santiago)
- Andreade (Santiago)
- Barán (San Pedro)
- Castro (San Mamed)[3]
- Castro de Rey (Santa María)[3]
- Cortes[3] (San Salvador)[2]
- Ferreiros (Santa María)
- Francos (Santa María)
- Laje[3]
- Loyo[3]
- Paradela (San Miguel)
- Ribas de Miño (San Facundo)[2][4]
- San Martín de Castro[3]
- San Vicente de Paradela
- Santa Cristina de Paradela
- Santa Eulalia de Paradela[3]
- Suar (San Lourenzo)
- Villaragunte[3]

### Demografía
Cuenta con una población de 1591 habitantes (INE 2024).
| Gráfica de evolución demográfica de Paradela entre 1842 y 2021                                                        |
| |
| Población de derecho según los censos de población del INE. Población de hecho según los censos de población del INE. |

## Camino de Santiago
El Camino de Santiago discurre por este municipio lucense, concretamente el Camino Francés y atraviesa las siguientes parroquias de este a oeste: Ferreiros, Francos, Laje, Cortes y Loyo.